# クロップマーク

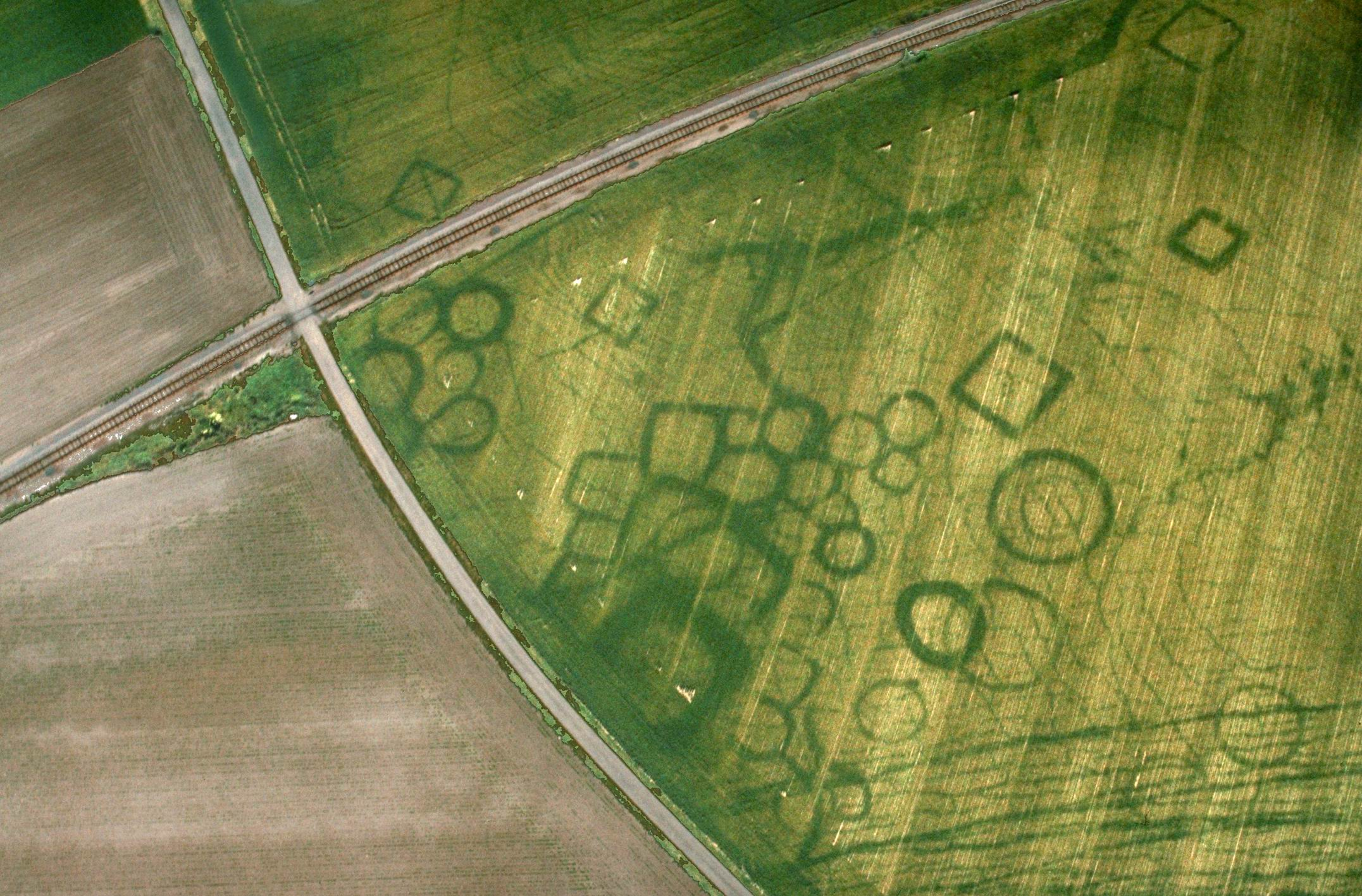
フランス南西部シャラント＝マリティーム県グレザック付近の畑に見える先史時代の遺構のクロップマーク。

クロップマーク（英:Crop Mark）とは、農地などにおいて作物などの草本植物が、その生育度合いの差によって作り出す模様のこと。作物痕、プラントマーク（英:Plant Mark）とも言う。埋没した古代遺跡などの上にこの模様が現れることが知られており、発見の手がかりとなる。なお、草本ではなく遺構覆土の土質や乾燥状態の差から、同様の模様が現れる現象をソイルマーク（英:Soil Mark、土壌痕）という。これらは空中写真などの高高度画像からしか見ることができない。 

## 概要

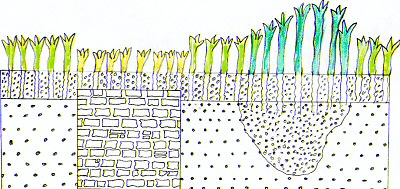
土中の構造物の存在により、植生の成長に差が出てクロップマークができる。

古代遺跡などの遺構が比較的浅い地中に埋まっている場合、遺構内の覆土の影響でその地表においても、水はけや地面の固さなどが周囲と異なる場合がある。その上に生育する植物はこの影響を受けて、その周りと比較して成長の度合いが悪く（もしくは良く）なる現象が見られる。その植物を直接手にとって比較しても判らないほどの微妙な差であっても、これらが密生した状態で上空から観察すると、その密度や葉色の差が模様としてはっきりと認識できる場合がある。こうして現れた模様をクロップ（crop=農作物）マークと呼ぶ。
このようなことから、クロップマークは時として遺構の形状をなぞるように発生するため、上空からこれらを探して、埋没している遺跡の位置を特定するというようなことが行われている。また、ソイルマークと同時に出現する場合が多い。

## 活用
古代遺跡に限らず、例えば鉄道の廃線跡などにおいてもその発見に活用できる。廃線後に路盤が撤去されて完全に農地に戻されたような場所では、地表に立って調査しても全く痕跡が発見できないが、航空写真を見るとクロップマークによりその経路が一目で明らかになることも少なくない。この場合、地中に何かが埋まっているわけではないが、長年突き固められて使用された土壌は、常に耕作されてきた部分と比較して、その影響がすぐには消えるものではないことを示している。逆に言えば、その部分は経年によって周囲の環境に漸近していくため、クロップマークは遺跡上に現れるものに比べて早い期間で消滅する。
このような上空から遺跡を探る手法は、航空考古学として古くから行われてきたが、調査のためには飛行機をチャーターして飛ばす必要があるなど費用もかかり、また測量用の空中写真も限られた人にしか見る機会がなかったため、かつては一部の専門家の手に頼るしかなかった。
しかし近年、インターネット上で空中写真や衛星写真を閲覧することが容易になり、それに伴い考古学者でなくともこの手法を簡易に行うことができるようになっている。実際、2005年（平成7年）には、イタリア人プログラマーがGoogle Earthを利用してローマ時代の遺跡を発見したことが報じられている。

## 事例
- 内館館跡（うちだてたてあと）- 宮城県多賀城市南宮に所在。室町時代後期の留守氏居館と見られる、堀に囲まれた屋敷跡が見つかり[5]、クロップマークのライン通りに直下から堀遺構が検出された[6]。
- 井上長者館跡（いのうえちょうじゃやかたあと） - 茨城県行方市井上に所在。「金塚長者の郭」と伝えられる場所だったが、1962年（昭和37年）撮影の航空写真で、田畑の中に一辺100メートル四方の堀に囲まれた居館が埋没していることがクロップまたはソイルマークで確認された[7]。
- 三ツ寺遺跡 - 群馬県高崎市に所在[5]。
- 埼玉古墳群 - 埼玉県行田市に所在（国の特別史跡）1968年（昭和43年）撮影の埼玉稲荷山古墳航空写真にクロップマークまたはソイルマークが写っている[8]。